# (11258) Aoyama
(11258) Aoyama est un astéroïde de la ceinture principale.

## Description
(11258) Aoyama est un astéroïde de la ceinture principale. Il fut découvert le 1er novembre 1978 à Caussols par Kōichirō Tomita. Il présente une orbite caractérisée par un demi-grand axe de 3,11 UA, une excentricité de 0,13 et une inclinaison de 5,6° par rapport à l'écliptique.

## Compléments